# Стефан Урош V
Стефан Урош V Немањић (1336/1337 — 4. децембар 1371), познатији као Урош Нејаки, био је српски цар (1355–1371) и последњи владар из династије Немањића. Као син и наследник цара Стефана Душана, постао је очев савладар (1346) са титулом краља. За време Урошеве владавине, Српско царство је знатно ослабило услед династичких сукоба и јачања обласних господара. Његова задужбина је манастир Матејча. После смрти цара Уроша V, српска држава Немањића престала је да постоји.
Владавина Уроша V била је готово у сваком погледу супротна владавини његовог оца. Будући да није успевао да заштити своју државу, ни од спољних напада, ни од унутрашњих побуна, у народу је понео надимак Урош Нејаки. Како је често било у средњем веку, и Урош V је морао да води битку за своја наследна права. После великих Душанових освајања, цар Урош постаје жртва бахатости властеле која се нагло обогатила у претходним ратовима и пљачкама. Најозбиљнији противник цару Урошу био је његов стриц, цар Симеон Урош, Душанов полубрат.
Душан је Симеону Синиши поверио на управу Епир и Акарнанију. Међутим, после Душанове смрти, Симеон је био протеран са југа Српског царства. Тада је покушао преотети престо од свог синовца, цара Стефана Уроша V. Симеон се прогласио за цара, а подржао га је деспот Јован Комнин Асен, Урошев ујак, који је самостално управљао у Албанији. Ипак, у априлу 1357, на сабору у Скопљу, царица Јелена (у монаштву Јелисавета), већина властеле и српска црква подржали су цара Стефана Уроша V. Симеон није одустао и напао је област Скадра у лето 1358, али је био поражен. Следеће, 1359, Симеон је завладао Епиром и Тесалијом. Млади Урош V је изгубио велики део царства. Држава Немањића поделила се на два царства, Урошево и Симеоново.
У северном делу, који је обухватао све старе српске земље, владао је Урош V, али се његова власт све мање осећала, а повећавала се самосталност велике властеле. Урош V је пристао да се за његовог савладара крунише Вукашин Мрњавчевић 1365. Те године, Вукашинов брат Угљеша преузима од царице Јелене (Урошеве мајке) власт у Серу. Цар није имао деце и очекивало се да ће потомци краља Вукашина, тј. Марко Краљевић, наследити царски престо Немањића. Као цар, Урош V је ишчезавао и пре своје смрти. Према родословима и летописима, умро је 2. или 4. децембра 1371. године, два месеца после Маричке битке. Углавном се наводи као последњи српски цар.
Урош Нејаки је проглашен за светитеља 211 година после смрти, 4. децембра 1582. године. Његове мошти се налазе у фрушкогорском манастиру Нови Јазак . Његов лик и народна традиција о Вукашину Мрњавчевићу послужили су као основни мотив за историјску драму Стефана Стефановића из 1825. под именом Смрт Уроша V. Пре њега, овај мотив је покушао да обради Емануел Козачински, а његов рад је прерадио Јован Рајић под именом Трагедија цара Уроша, али та дела немају значајну књижевну вредност.

## Детињство и младост
Цар Стефан Урош IV Душан се оженио бугарском принцезом Јеленом 1332. Из тог брака као једини наследник родио се Урош V 1336. или 1337. Млади Урош V је имао око 10 година када се његов отац крунисао за цара на Васкрс 16. априла 1346. године, а на истом сабору у Скопљу патријар Јоаникије је крунисао и Стефана Уроша V за краља. Ипак, тешко је замислити да је тада Урош V добио двор који је физички био одвојен од очевог. Он је био сувише млад, знатно млађи од потребних 15 година да би могао отићи са царевог двора са својим саветницима и дворјанима да стиче вештине управљања неком облашћу и оспособљава се да влада. То се могло догодити тек после 1350. Од 1351. Стефан Урош V као краљ Србије са својим саветницима и дворјанима могао је управљати делом државе Немањића до очеве смрти 20. децембра 1355. године.

## Долазак на престо
У децембру 1355. када је умро цар Стефан Урош IV Душан имао је између 43 и 47 година. Био је у пуној снази и није доспео да своје дело ширења и уређења Српског царства изведе до краја. Сувише је био у акцији, и то последњих година највише, и земљи није оставио довољно времена да се умири. Његов наследник Урош V за очевог живота је постао савладар и мирно је преузео власт. Крунисао се за цара убрзо после смрти оца.
Стефан Урош V, са мање од деветнаест година, био је недорастао за огромно наследство, а и касније, кад је постао зрео човек, није показивао очеве способности. Није био ни добар војник, ни мудар државник, ни вешт тактичар, већ човек слаб, без воље и без енергије, без талента и ауторитета, почело је растројство и расуло отимати маха. Народно предање дало му је одавно назив Нејаког, који се може применити колико на његову младост, толико и на његове интелектуалне особине. Савремени српски летописи, који су о њему писали с видљивим саучешћем, говоре за њега, да је био "по истини красан и достојан дивљења по изгледу":, али "млад смислом"; да је одбацивао старачке савете, а причао и волео савете младих, и да је стога зло прошао. У фресци манастира Псаче Урош је представљен као крупан човек, велике браде, нешто дугуљаста лица, с извесним цртама познатог Душанова лика, али без ичег другог, из чега би се могли изводити ма какви закључци о њему као човеку.

## Сукоб са Симеоном
Одмах по Душановој смрти, јавила се тежња за цепањем Србије, која је била добрим делом карактеристика овог времена. Први који је успео да поремети ред у српској држави беше Душанов полубрат Симеон Урош, намесник у Епиру, коме је отац, Стефан Дечански, спремао престо још као детету и ради њега изазвао сукоб с Душаном. За живота Душанова о Симеону нема готово никаквих вести; он се, како се то каже у народу, готово није жив чуо. Симеон је сад тражио за себе или царску круну или удеоништво у царевању, као што је био обичај у Византији. Помоћ у том потхвату дао му је његов таст деспот Јован Комнен из Валоне. Са војском од каквих 5.000 људи кренуо је Симеон од Костура према северу тражећи од властеле, преко чијих је области пролазио, да га прогласе за цара. Али највећи део српске властеле остаде ипак на страни Урошевој. То је било из више разлога. Прво, што се то догодило непосредно иза Душанове смрти, кад је још деловао ауторитет његова рада и поретка; друго, што је Урош био у праву, јер је већ ушло у обичај, да на престолу оца наслеђује син ("од оца је остануло сину", вели народна песма за Урошево царство); и треће, што је Симеон био, по мајци, васпитањем и после бављењем међу Грцима сматран као Полугрк. Најближи суседи Симеонове области не пристадоше уз њега; тако Хлапен, господар Водена и Бера, и Бранко Младеновић, господар охридског краја. У борбама, вођеним у лето 1356. год., страдао је нарочито град Берат, док су у свој Албанији, а нарочито у јужној, настали нереди и општа несигурност. Људи господара доње Зете, око ушћа Бојане и Дрима, Жарка Мркшића, за којим беше удата Теодора сестра браће Дејановића, нанели су том приликом штете Дубровчанима, исто као и грађани Драча, тако да је цар Урош морао посредовати у њихову корист.

## Симеон и Нићифор
Али, како Срби нису марили Симеона као Полугрка, тако га нису марили ни Грци као полусрбина. Чим су они осетили, да је у Србији нестало чврсте руке Душанове, у њих се одмах јавила тежња да се ослободе српског господства. Потомак старих епирских господара, деспот Нићифор јави се већ у пролеће 1356. год. у Тесалији и позва грчке сународнике да му се придруже у борби против Срба. За кратко време пристаде уза њ сав Епир и Тесалија. И Нићифор и Симеонов таст желели су, да Симеон успе у Србији, па да, после тога, лако прегори губитак југозападних области Царевине. Његов неуспех помео им је донекле рачуне. Не желећи никако, да се Симеон врати у грчке области, Нићифор покуша да се сам, непосредно пријатељским начином, нагоди са Србима. Знајући за велики утицај царице Јелене у Србији, он се обратио њој са предлогом, да отеравши прву жену, узме једну Јеленину сестру. Али све његове планове пресекоше Албанци. Чим је нестало Душана, па се Грци осетише нешто слободнији, они почеше да се одупиру албанској експанзији, а племићи нарочито почеше силом повраћати своја раније им одузета и Албанцима раздељена имања. Албанци, који се беху ојачали под српском влашћу и постали самопоузданији, решише се на крвава обрачунавања. У борби код Ахелоја (1358. год.) погибе деспот Нићифор, а његова војска би поражена и разјурена.

## Измирење са Симеоном
После неуспеха међу Србима, а уплашен Нићифоровом акцијом, Симеон је током лета 1357. покушао да се измири са Урошем. Као један од посредника имала је бити и Дубровачка република, која је добро стала на српском двору. На државном сабору у Скопљу, држаном првих дана априла 1357, у присуству царице мајке и патријарха Саве, даровао је цар Урош 10. априла острво Мљет својој властели Басету Биволичићу и Трипи Бућићу „да им је у баштину." 24. априла, на Рибнику под Призреном, дао је цар Дубровчанима четири разне повеље; потврдио им је старе повластице и уступио им је подручје од Љуте до Курила, за којим су дуго жудили. Дубровник је, као пријатељ Царевине, узео на себе улогу посредника и у овом сукобу између Уроша и Симеона. Споразум је нарочито олакшао Нићифоров пораз. Симеон је, помогнут посредно од Албанаца, могао сад без опасности да поврати своје области. Али се ипак није смирио. Почетком 1359. год. он почиње нову борбу и продире до близу Скадра. Један дубровачки трговац, чак из пожаревачког Кучева, писао је 3. фебруара 1359, како га је страх од Симеонова напада и с њим скопчане несигурности задржао да није послао неке товаре олова. Ни тај покушај Симеонов да продре у Србију није имао среће. Али цела његова акција донела је ипак извесне промене у склопу српске државе. Он није успео да дође до српског престола, али је стварно одвојио из српске државне заједнице главни део грчких области. У својој престоници Трикали он је живео потпуно у грчком кругу, као какав грчки династ, посветивши се готово искључиво својим поданицима грчке културе. У његовим повељама грчко име иде пре српског; а он се сам потписује само грчки и као грчки принц истиче своје порекло од Палеолога, а не од Немање: Συμεων εν Χριδτωτω θεω τδτοζ βαδιλενζ χαι αυτοχρατωρ Ρωμαιων χαι Σερβων ο Παλαιολογοζ или се још понекад додавало Ουρεδιζ ο Παλαιολογοζ. Неколико његових повеља очувано је нарочито у тесалским, веома живописним и на врло стрмим стенама подигнутим Меторским Манастирима, којима је био дарежљив ктитор. Са суседним српским великашима, које није успео да покори, ступио је у породичне везе, да их не би добио као сталне непријатеље. Тако је посинку моћног војводе Хлапена, Томи, сину ћесара Прељуба, дао за жену своју кћер Марију, уступивши му после на управу читав Епир, у ком је Јанина постала главно место.

## Сукоб са Кантакузинима
Да слободни Грци из суседства Србије неће остати мирни, чим осете да у Србији ствари не иду како треба и да је нестало снажне руке Душанове, могло се и очекивати. Чим је сазнао за српске међусобице, напао је Матија Кантакузен, у заједници с једним турским одредом од неких 5.000 људи, српско подручје, мислећи да ће на доста лак начин моћи да га поврати својој држави. Али, мимо очекивања, наиђе под Сером на добро спремљену српску војску, коју је водио ћесар Војихна. Грци и Турци бише потучени и нагнани у бег. Сам цар Матија, да спасе главу, сакри се у неком тршчару близу Филипија, али га ту нађоше ловачки пси. Ухваћена, Срби су га предали његову противнику цару Јовану Палеологу, по наредби царице Јелене, која се налазила у свом серском граду, где је задржала власт, иако се одмах по Душановој смрти замонашила, и постала монахиња Јелисавета.

## Угарски напад
Угарски краљ Лајош одлучи, да се обрачуна и са Србијом. Свакако је био обавештен о Урошевим тешкоћама у јужним областима и о бољим изгледима за обнову борбе него што су били они из 1355. године. Краљ Лајош је замишљао напад против Срба у већем стилу: с копна и са мора. Он је желео да помоћу далматинске флоте сузбије и Србе са Приморја, као што је учинио и с Млечанима; изнуђено млетачко одрицање од свих поседа од Кварнера до Драча имало је да покаже угарске тенденције и према Србима. Како Срби нису имали флоте, а како им Млечани нису смели помагати, чинило се на први поглед да ће њихово сузбијање ићи доста лако. Није се, међутим, узимала с угарске стране довољно у обзир чињеница, да се сва залеђина приморских градова јужно од Дубровника налазила у српским рукама. Повод за напад с копна, дала је Мађарима борба двојице српских великаша у северној Србији, чија мена нису позната. Кад је био притешњен од свог противника, један од те двојице, не могавши да добије помоћ од Уроша, обратио се Мађарима и тако изазвао њихово посредовање. У мају 1359. год. прешла је велика угарска војска у Србију. Поражени у једној већој борби, Срби су се повлачили у своје планине носећи све што се могло и водећи са собом и стоку. Мађари су продрли у Србију „осам дана хода" од дунавске и савске линије, али вероватно не даље од рудничких планина или Западне Мораве. У тешко проходне српске планине нису се хтели упуштати, чак ни онда, кад је у лето стигао сам краљ Лајош с новим четама. Српски отпор из шумом обраслих предела, с много брда и увала, зауставио их је од брзих и смелих продирања у унутрашњост. Због тога је читав тај поход завршен с релативно малим успесима: сем што је угрожени српски великаш признао врховну власт Мађара, краљ Лајош је као једину несумњиву добит имао осигурање поседа Мачве и Београда. Српска гранична линија остала је несумњиво северно од Рудника.

## Војислав Војиновић
У подручју од Конавља па све до Подриња, с Требињем, Гацком и Полимљем, владао је сродник и пријатељ цара Уроша, кнез Војислав Војиновић. Овај је пажљиво пратио успехе Мађара у Далмацији знајући добро, да ће после Млечића доћи на ред Срби. Због тога, што је Дубровник признао врховну власт угарску Срби су почели да зазиру и од свог старог приморског пријатеља и убрзо њихови одношаји не само да хладне него постају чак и непријатељски.

### Почетак сукоба са Дубровником
Чим су у јесен 1358. почела угарска непријатељства против Србије, кнез Војислав тражи од Дубровника извесна обавештења о његову држању, нарочито с обзиром на Стон, који су они утврђивали. Дубровчани су на то забранили трговину с Војиславом, хотећи му на тај начин спречити снабдевање из Приморја, и дали су тако одговор, који је био врло близу објави непријатељстава. То, заиста, наскоро и започеше; да се убрзо, изгледа посредством жупана Санка Милтеновића, за извесно време смире. Али кад су Мађари 1359. године ударили поново на Србију и негде код Рудника потукли српску војску, у којој је вероватно суделовао кнез Војислав, Дубровчани упустише своје људе у Конавље и Требиње, и примише у свој град нека лица, која су пљачкала. На ту нелојалност кнез Војислав није ипак одговорио одмах непријатељством, него је најпре тражио накнаду и предају криваца. Кад Дубровчани, уздајући се у угарску победу, почеше одговарати превртљиво, крену Војислав на њих своје људе и оплени Реку, Рожат и Шумет; заплени један дубровачки караван и сам лично крену у близину Дубровника. Претио је отворено, да хоће да поврати поново Стон хумској држави и да и иначе напакости Дубровнику као клетвенику Угарске.

### Примирје
Преплашена том Војислављевом одлучношћу Дубровачка република покуша, да кнеза некако смири, али се у исти мах обраћала на све стране за помоћ и заштиту. Угарском краљу писали су, да је напад дошао по наредби српског цара и да је у вези са последњим ратовањем; они би, према том, били жртва своје верности према угарској круни. Али су се Дубровчани могли брзо уверити, да ће се тешко ради тог пограничног спора кренути у њихову помоћ краљ или неко други или да би требало врло дугих преговора па да то учине. Њихова трговина, међутим, којој је пут ишао понајвише баш преко Војновићева подручја, страдала је осетно и ради тога, што каравани нису смели да иду или што су, кад би ишли, били предусретани и пљачкани. Дајући вољу за невољу они нађоше, да је ипак најбољи начин, да се нагоде са кнезом и кад је тај пристао да се мири, тражећи 4.000 перпера оштете, они склопише с њим мир око 25. августа исте године.

### Нови рат против Дубровника
Али ни овај склопљени мир није био дуга века. Дубровчани су још тада осећали, да је, и поред створеног споразума, остала међу њима јака тражина неповерења. И то их осећање није преварило. Удовица цара Душана обратила се почетком 1360. год. у Дубровник са захтевом, да јој се врате или исплате неке драгоцености, које је републичин човек, Мароје Гучетић, царев протевестијар пре Душанове смрти, наводно однео са царева двора. Република се бранила тим, да то тражење није оправдано; доказујући, на основу царева опросног писма, да је Мароје прав. Одбијена тако са својим тражењем царица мати се обратила кнезу Војиславу, да он или уреди ствар или казни Дубровчане. Овај се одмах одазвао позиву и упутио је у Дубровник врло оштру поруку. Забринута, Република је одмах, око 10. фебруара, упутила угарском краљу једно писмо, у ком се потужила на Војислава, који „као вук насрће хотећи да прождере јањце", молећи свог заштитника, да им отклони опасност. У исто време, они су употребили сву своју слаткоречивост, да се објасне са српским двором и кнезом Војиславом. Нарочито су искористили свадбу младог цара Уроша, у лето 1360. да честитајући весеље увере двор о својој искреној доброј вољи и да израде у Сеници 29. септембра, широке повластице за своју трговину по читаву подручју српске царевине, — па према томе и у области кнеза Војислава, која је у царевој повељи нарочито поменута, мимо дотадашњи обичај.

### Продор до Дубровника
Чим је прошла царева свадба кнез Војислав је нашао нови повод за распру с Дубровчанима. Крајем новембра 1360. он је тражио од њих ништа друго него одступање једног дела њихове земље, вероватно или Стона или Жрновничке Жупе коју они држаху „под закуп" још од давних времена. Дубровчани су се бранили тим, да је земља у ствари њихова; да имају за то и потврде српских владара и да они у њој раде већ неколико добрих десетина година.
Не добивши од Републике повољан одговор, кнез нареди свом намеснику у Требињу и Конављу, Милману, да почне непријатељства. Милман поступи по наредби; удари у првој половини јануара 1361. на Жрновничку Жупу и много је оштети. Видевши сву озбиљност положаја Дубровчани се на све стране стадоше спремати на отпор. Цар Урош је поновио у Дубровнику мајчин захтев од прошле године и, кад га они поново не хтеше испунити, он одобри Војислављев борбени став. Кнежева војска, жарећи и палећи, стигла је све до близу градских врата самог Дубровника. Разјарени, Дубровчани уценише главу Војислављеву са 10.000 перпера, а обећали су убици још и дубровачко грађанство и камену кућу у граду. Ко убије кога кнежева сина добиће 1.000 перпера, а ко му донесе главу у Дубровник још хиљаду више. Ретко је кад Република са толико беса и страсти устала против кога од својих противника и желела, да му до краја ископа кућу и траг. На страну Дубровчана ступише, против свог владара и против Војиновића, зетска властела Балшићи, вероватно из жеље да се докопају Котора.

### Коначан мир
Око средине августа 1361. год. кнез Војислав је напустио опсаду Дубровника, опустивши и опет пред полазак његово подручје. Али тим није прекинуо и ратовање или, боље рећи, четовање по њиховој држави. Дубровчани, место да одахну после његова одласка, доспеше у једну другу незгоду. Њихова оштра блокада против Котора и њихово сметање слободне трговине са поданицима цара Уроша доведе их у сукоб са Млечанима који су чували своје трговачке интересе. Разљућени дубровачким поступком против својих лађа, Млечани позатвараше дубровачке трговце у свом граду. Сва посредовања дубровачка и дубровачких пријатеља остадоше безуспешна. У неприлици Дубровачка република куша после тога да се мири са Војиславом, али он поставља врло тешке услове. Видевши да продужавање ратовања доноси за њих све нове штете и заплете, а да им нико од суседа неће да пружи стварну војничку помоћ против кнеза, Дубровчани се најзад обратише цару Урошу. Цар је показао много добре воље, да се рат докрајчи и вршио је у том правцу известан притисак на Војислава. 22. августа 1362. потписана је најзад у Оногошту мировна повеља, која је пребила штете и вратила Републику у ранију милост Царства.

## Цепање царства

### Узроци цепања Царства
Српска властела осећала је све више, да способности младог цара не одговарају нимало ни тешком положају, који је заузимао, ни опасним временима, у којима је живео. Најстарији српски летописи, настали наскоро иза маричке битке, оптужују Уроша, да је око себе купио младе врснике, одбијајући савете старих. Другим речима, отуђивао је од себе творце Душанове Србије и људе са државничким искуством. Властела сама, осећајући слабост централне власти, почела је све више да граби власт за себе. У појединим областима, као Балшићи у Зети већ 1361. год., они се понашају готово као самостална господа и у тој тежњи изазивају постепено, ипак доста нагло комадање Душанове Царевине.
Поједина властела је покушавала да се отргне од средишне власти, која је била слаба да свој авторитет одржи. Често се то дешавало стога, што је поједина властела хтела да буде самостална и што је мислила да цепање од државне заједнице захтевају њени лични интереси. Али је исто тако често властелин или обласни господар био само израз тежње и жеља целе области или је само и вршио оно, што је јавно мњење или што су обласни интереси захтевали. Јер поједине покрајине још нису биле јако везане за центар, који је створио Душанову царевину; поједине области у тој великој држави нису се могле за тако кратко време стопити у једну целину, која би имала исте интересе, исте тежње и исте идеале. Живот у другим политичким заједницама, у другим сферама, у другим културним и под другим политичким и верским утицајима, често и са другим националним подлогама, оставио је у појединим областима трагове, који се нису могли тако лако избрисати, посебно за онако кратко време. Стога су поједине области и саме, независно од својих господара, желеле да дођу до онога, на чему су радили њихови амбициозни феудни господари, који су били увек спремни, да владарску власт ослабе, а свој утицај да јачају.
Згодно је време за такав рад било у доба владе Урошеве. На престолу је био слаб владалац, без воље и без енергије, а и споља и изнутра било је много криза и пуно нерешених важних питања. Византија је, истина, била слаба да ма шта озбиљније и у већем стилу предузме против царевине, али су поједине области у новој држави, због својих веза, традиција и културе, много више нагињале старом средишту, него новој држави. Друге су опет покрајине, као и поједини феудни господари и обласни намесници, тежили за што већом аутономијом или независношћу. Осим Византије, која је и ако слаба, била готова да откине од Рашке колико само може, била је у овај мах и Угарска спремна да зарати на Рашку, због њеног савеза са Млецима и због заузетих покрајина.

### Отцепљивање Зете
После Симеонова одметништва на крајњем југу и оног непознатог властелина на крајњем северу, почињу одметања и у самој унутрашњости Царевине. Од старих српских области прва се одвојила од заједнице Зета, под Балшићима. Зета је била одавно најбунтовнија наша област, још и сад, средином XIV века, са мешаним становништвом и увек готова и на неке протесте. Сва принчевска одметања српска у првој половини XIV века потицала су из те области; један зетски устанак избио је одмах по Душанову ступању на престо. Најмоћнија породица Зете у ово време беху Балшићи, чије је порекло, судећи по презимену, романско, односно влашко. Није познато који је догађај избацио ову породицу на површину; мисли се само, да су се истакли у последњем рату против Симеона, и то у борбама око Скадра. Њих су била, како у народној причи, три брата: Страцимир, Ђурађ и Балша, а имали су градове Бар и Будву, а може бити и Скадар. За време непријатељства између Дубровника и Србије они воде своју посебну политику, против оне коју заступа цар и њихов сусед кнез Војиновић. Кад је склопљен мир у Оногошту, они настављају рат на своју руку без обзира на то, што се цар лично заложио да дође до мира. У тој чињеници најбољи је доказ, колико је царев ауторитет пао, кад се очевидно против његове воље смело тако поступати. Њихову насртљивост осетили су убрзо сви суседи. У лето 1362. били су у борбама с Улцињанима вероватно зато што су хтели да их покоре, иако је град био својина царице мајке. Пошто је престала опасна куга, од које је међу другима умро кнез Војислав, Балшићи год. 1364. долазе у сукоб са новим албанским династом, Карлом Топијом, који се јавља као „кнез Арбаније". У том сукобу Ђурађ Балшић допада ропства и Дубровчани се у октобру те године заузимају за њ да буде ослобођен. Њиховим посредовањем дошло је до мира у лето 1366, који је био кратка века. Већ у јануару 1368. налазе се опет Балшићи на Мати, у походу на Карла.

### Никола Алтомановић
Од узурпација не оста поштеђена ни северна Србија. У њој се по својој безобзирности и самовољи највише истицао млади, тек двадесетогодишњи жупан Никола Алтомановић (рођен 1348. год.), синовац кнеза Војислава Војиновића, по свој прилици најпре господар краја око Рудника. Од лета 1367. он је нападао своју стрину Гојиславу, удовицу Војислављеву, и до краја октобра 1368. успео је да је потисне из целе њене области и да постане моћан господар од Рудника до Требиња и мора. У исто време жупан Никола је хтео да искористи и метеже у Босни и помагао је одметање извесних људи бана Твртка, као на пример хумског господара Санка Милтеновића, а вероватно се хтео и осветити Твртку, јер је овај био у везама и помагао Гојиславу. Дубровачка република није била нимало задовољна новим суседом и утицала је са своје стране на његове нове пријатеље, као на жупана Санка, да се окане веза са њим. У том није одмах успела, јер се против Твртка борио и његов млађи брат Вук, кога је жупан Никола исто тако потстицао и помагао. Сукоби у источној Босни и хумском требињском крају извргли су се у прави рат. Против жупана Николе ратовали су и Дубровник и бан Твртко, али без много успеха. Бан је, истина, скршио своје противнике у Босни, натерао је на покорност и Санка, али самог жупана Николу није могао да савлада. У лето 1370. год. дошло је до мира између бана Твртка и жупана Николе, али тај мир није обухватио и Дубровачку републику, иако се Твртко трудио да јој помогне и у том правцу.
Бујан и плаховит, жупан Никола се све више истицао као прави владар. Од Дубровачке републике тражио је, да се њему исплаћује чак светодимитарски доходак, који се плаћао само владарима у Србији. Значи, да није водио рачуна ни о цару Урошу ни о краљу Вукашину. Одбијање Дубровчана да то учине дало му је повода, после склопљеног мира са Твртком, да појача непријатељства против њих и да им у јесен 1370. год. нанесе осетне штете. Кад су се Дубровчани, у невољи, обратили за помоћ краљу Лајошу, овај је наредио да се утиче на жупана, али је мачвански бан Никола Горјански, пријатељ Алтомановићев, то посредовање извео само речима.

### Лазар Хребељановић
Источни сусед Алтомановићев у северној Србији био је кнез Лазар Хребељановић. Отац Лазарев, Прибац, био је једно време логотет цара Душана, а и сам Лазар провео је више година у дворској служби обојице српских царева. Око год. 1353. оженио се Милицом, кћерком кнеза Вратка, потомка Вукана Немањића, па је тако ступио и посредно у везе са владалачком кућом. Његов сродник беше челник Муса, господар од 1363. год. Брвеника и његове жупе. Он је имао за жену сестру кнеза Лазара, од које је добио сина, у народној поезији познатог Стевана Мусића. Ни кнез Лазар није могао остати у пријатељству с Алтомановићем. Зашто су дошли у сукоб није поближе познато, али главна се борба између њих водила око важног Рудника. Тај град отео је кнез Лазар од жупана Николе крајем 1370. год., за време ових његових заплета на југу.

## Турска опасност
Српске великаше на југу шездесетих година XIV века није сасвим приближила ни турска опасност, која је из дана у дан постојала већа. Год. 1361. пала је Димотика, а 1363. год. Адријанопољ, у који Турци преносе своју престоницу. Већ 1366. год. држе Турци целу родопску област. Емир Мурат (1362—1389), који је наследио свог од куге умрлог оца Оркана, беше један од најсилнијих турских владара, одлучан у намери да турску власт учврсти у Европи. „Чинило се да је презирао лаке победе", пише за њ Х. Ганем, „и да је волео срести опасност с озбиљношћу јунака, слажући триумфе на триумфе и учврстивши их на крају својом крвљу". Видећи ту опасност од Турака византијски цар Јован покуша да ступи у везе са Србима. Он упути, у лето 1364, у Сер, царици монахињи, патријарха Калиста, да нађе базу за споразум и заједничку делатност према Турцима. Царица је била склона за споразум. Али, усред преговора патријарх се разболи и умре у Серу, где би и сахрањен. Цар Јован је покушао заинтересовати за судбину Балкана и западне силе. У зиму 1365. он је лично кренуо у Угарску, не би ли задобио њеног борбеног краља, Лајоша Великог, за рат против Турака. Нешто одзива он је нашао и на угарском двору и на западу, где је гроф Амадеј Савојски, синовац царице Ане, организовао неку врсту крсташке, али невелике, експедиције. Али та се експедиција, у споразуму с кратковидом политиком Цариграда, обрнула колико против Турака толико и против Бугара, што је само унело нову злу крв и неповерење међу већ и иначе прилично завађене балканске народе и државе.

## Браћа Мрњавчевићи

### Мрњавчевићи на почетку Урошевог царевања
Уз цара Уроша нарочито се подиже Вукашин Мрњавчевић са братом Угљешом. Порекло њихове породице, које се веже за више места и области, није сигурно познато, али би се могло мислити да је однекуд из западних страна, из хумске или зетске земље. У Требињу се око 1280. год. помиње неки Мрњан, казнац краљице Јелене. У истом месту налазио се као Душанов намесник 1346. год. неки властелин Угљеша, можда млађи син Мрњанов. Душан је, како знамо, у јужним областима волео да има као више чиновника поуздану српску властелу, стога је, можда, вредније чланове Мрњанове породице из требињског краја преместио на југ. Вукашин се први пут спомиње 1350. год. као жупан прилепског краја, где је учврстио своју породичну власт. Народно предање казује за њ, да је био жура и стога по спољашњости неугледан. На фресци у манастиру Псачи цар Урош је читавом главом већи од њега, и развијенији. Вукашинов лик није ту нимало симпатичан; израз његових малих очију има нечег лукавог и продирног. Најстарији Вукашинов син Марко, најпопуларнији јунак народне епске поезије свих Јужних Словена, јавља се први пут 1361. год. као посланик цара Уроша у Дубровнику за време рата са кнезом Војиславом. Значи, дакле, да је породица уживала поверење оба цара, и Душана и Уроша. Народно предање говори, да је Марко био писар на Душанову двору, а за Вукашина тврди и оно, као и најпоузданији историјски извори, да је био чак венчани кум Урошев.

### Уздизање Мрњавчевића
О Вукашину нема неког нарочитог помена све до 1365. год. Тешко би било рећи да он, који је несумњиво био човек јаче воље и вредности, није за то време ничим скретао пажњу на себе, али ми само не знамо у ком је правцу то било. Не знамо, исто тако, ни кад он узима у Царевини главну улогу, ни зашто, ни како. По свој прилици он се издиже нарочито не толико после смрти цару оданог Војислава Војиновића (+1363), чија се област налазила далеко на западу, него више после смрти деспота Дејана, царског зета, и деспота Оливера, чији је углед у Маћедонији био веома велики. За њихова живота, чини нам се, Вукашиново се дизање не би могло извести без тежих потреса. Велика је штета, што ништа не знамо ни о том како је завршио свој живот деспот Оливер и зашто његову област не наслеђују његови синови, него синови деспота Дејана, Јован Драгаш и Константин. Да је ту било неког метежа и поремећаја може се узети као сигурно, али се не може рећи у коликој су се мери они развили и какве су им све биле последице.
Биће да су све те прилике у непосредном суседству Србије дале подстрека властољубивом Вукашину, да узме власт у своје руке. Личне амбиције могао је правдати државном потребом. Ма колико осион, изгледа ипак да није био без извесних обзира. Упада у очи, да он није узео царску титулу, него титулу краља; ону, коју је Урош носио за живота Душанова. У Дубровник, новембра 1366. год., долазе заједно по светодимитарски доходак посланици и Урошеви и Вукашинови. У Псачи су на фресци израђени заједно, као владари, и Урош и Вукашин. Могло би се, дакле, мислити, да је могла бити нека двојна влада, као донекле мало раније у Византији, кад су заједно владали цар Јован и Кантакузен. Али против таквог схватања говоре извесни наши извори, писани седамдесетих година XIV века. Старији летописи бележе изрично, да је Вукашин „сринуо" цара с престола и сам узео власт, да је Урош „многа озлобљења и муке и невоље претрпео". У биографији патријарха Саве казује анонимни писац, како је Урош „беду примио велику од своје властеле", а како се Вукашин „дрзнуо на краљевство". Урошу је, заиста, остала готово сама титула; стварне власти није имао никакве.

## Владавина са Вукашином

### Вукашин Мрњавчевић постаје краљ
Вукашин се прогласио за краља у Прилепу крајем 1365. год. Његов пример деловао је заразно и изазвао прохтеве и свих других; од 1365. Србија, и поред очигледне опасности од Турака почиње да се расипа. Вукашин је скупио под својом влашћу у главном Стару Србију и северну и западну Македонију, с градовима Призреном, Скопљем, Прилепом и Охридом. Он сам казује, да је „господин земљи српској и Грком и западним странам". У својим повељама он нигде, ни једном речју, не помиње свој однос према цару, а у целом свом раду он се понаша као потпуно самосталан владалац. Његов брат Угљеша проглашава се деспотом у области грчке Македоније, која је почињала испод Прилепа и обухватала драмску и серску област. Не зна се кад је узео за жену благородну госпођу Јефимију, жену изванредно лепог уметничког осећања, која је имала приметан књижевни дар (н. пр. запис на иконици за умрлог сина, везена похвала кнезу Лазару) а била врло добра везиља (нарочито јој је леп рад плаштаница, данас у манастиру Путни, рађена заједно с неком, ближе непознатом, базилисом Еупраксијом). Она је била кћи ћесара Војихне, Душанова намесника у драмској области. Угљеша је, вероватно, добио тај крај иза тастове смрти, а своје поседе раширио је делимично и на рачун цареве мајке, од које је узео и Сер, и то, по свој прилици, пре извесним притиском, ако не већ силом, него добровољним уступањем.
Свој положај Вукашин се трудио да учврсти породичним везама. За једног од својих синова, Марка или Андрију, хтео је добити једну девојку из породице хрватских Шубића, орођених с царем Душаном, која је у то време живела на сродничком двору бана Твртка. Тај брак спречио је папа, који није дозвољавао да једна католичка принцеза пође за „шизматика". Не знамо кад се Марко венчао са Јеленом, кћерком на југу моћног војводе Хлапена. Своју кћер Оливеру удао је Вукашин за Ђуру Балшића. По некој ближе непознатој вези био је краљев сродник и угледни охридски властелин, Остоја Рајаковић (+1379). Захваљујући својој енергији, а донекле и тим везама, краљ Вукашин је постао апсолутно признати господар целе Македоније.

### Савез против Николе Алтомановића
Против жупана Николе спремао се у пролеће 1371. год. опасан савез. Сви његови суседи имали су досад с њим сукоба изузимајући једино Бранковиће с Косова, од којих је била његова мајка. Није довољно јасно, ко је све утицао да се на њега дигао сам краљ Вукашин, поред Дубровчана и Балшића. Вероватно је Вукашин у младом жупану, који тражи за себе владарске дохотке, гледао супарника, који му је, већ због своје велике области и снаге, могао постати опасан. Можда је жупан предузимао штогод и против Балшића, са којима се његова област граничила у дугој линији. Око 20. јуна стигао је краљ Вукашин са сином Марком и војском под Скадар, одакле се спремао, с Балшићима заједно, да крене према Оногошту, у сусрет Алтомановићу. Дубровачка република била је спремна, да на својим лађама пребаци један део војске у Алтомановићево подручје, у Конавље, да га нападне — са те стране. Али управо у време кад је требало да отпочне та офанзива, која је могла да буде кобна по Алтомановића, стигоше краљу Вукашину гласови о великој турској опасности с југа, и он мораде на брзу руку враћати војску и кренути и сам натраг, у источну Македонију.

### Угљеша Мрњавчевић
Краљ Вукашин је, колико се по његовим поступцима даде судити, био војничка природа и човек без много обзира, док је његов брат Угљеша имао интелектуалног интереса и показивао извесних дипломатских способности. Познат је нарочито као помагач манастира. У Светој Гори, куда је и лично одлазио, он је обновио манастир Симопетру и обилато помагао Хиландар, у коме су били сахрањени његов таст ћесар Војихна и његов мали син Угљеша. Познат је и као помагач Арханђелова Манастира код Габрова. Настављајући везе које беше почео 1364. год. васељенски сабор у Серу, он живо ради да измири обе цркве, српску и грчку, и да оствари политички савез са Византијом. У том послу помаже га охридски архиепископ Григорије, као и друга свештена лица, која су тешко осећала цариградско проклетство. Угљеша се није устручавао да Душаново проглашење царства и патријаршије призна као неканонично налазећи да нема нарочите потребе бранити установу царства које се и онако срозава. У осталом, и неки савремени српски духовни кругови мислили су као и он. Настављач житија архиепископа Данила пише, како је цар Душан поменуто проглашење извео „како не подоба", а „не по закону ни са благословом цариградског патријарха, како треба". Угљешина помирљивост била је израз несумњиве политичке потребе. Он је јасно видео све веће јачање Турака и све непосреднију опасност од њих. Од српских династа он им је први био на ударцу. Али његова помирљивост тумачена је у Цариграду не толико као политичка мудрост колико као нарочита слабост и због тога су преговори о измирењу ишли врло споро; Грци су, на име, мислили да могу постављати услове и теже врсте. Тек у мају 1371. дошло је до коначног објашњења. Васпостављено је јединство између обе цркве, на штету, наравно, пећске патријаршије; али тај споразум није обавезивао све Србе него само поданике Угљешине, а сем тога био је и сувише припреман. После четири месеца нестало је и Угљеше и његова дела; остало је само уверење, да ствари треба довести у ред.

## Битка на Марици

### Битка
Још се не може са поузданошћу утврдити како је дошло до српског похода против Турака у јесен 1371. год. Да се тај поход није спремао из раније најбољи је доказ у том, што је краљ Вукашин са сином Марком, јуна месеца, дошао с војском под Скадар, да одатле, с другим савезницима, делује против Николе Алтомановића. Ма како кратак тај би поход, с повратком у Македонију, имао трајати најмање до краја лета. Али, с друге стране, један наш писар из тог времена, монах Исаија, пише изрично, да су Вукашин и Угљеша кренули „на изгнање Турака". Да је офанзива предузета од Срба види се јасно и по том, што је бојиште било ван српске границе. Највероватнија ће бити претпоставка, да је деспот Угљеша био обавештен о неким дотле ненаданим турским припремама или о некој веома повољној прилици за напад, па да се решио да Срби њих предухитре или да искористе прилику. Тако се може објаснити нагли Вукашинов повратак и српска офанзива. Изгледа да је Угљеша хтео да напане Турке у самом Једрену, за време одсуства цара Мурата у Малој Азији. Срби су продрли до близу Једрена, у шумовити крај Чрномена (сада Чирмена), на Марици. Али ту их је 26. септембра 1371. снашао страховит пораз, који је био последица ноћног препада и пометње која је тим поводом наступила у редовима српске војске.
Српски калуђерски летописци приказују то као божију казну за поступак Мрњавчевића према цару Урошу; нарочито истичу да се чак нису могла наћи ни мртва тела Вукашинова и Угљешина. Српска погибија била је, заиста страховита, најбезглавија у целој нашој прошлости. Запамћена је добро и у народном предању тога краја и у народној епској поезији. Место борбе и данас се зове Србсиндиги, т. ј. српска погибија; а у народној фразеологији узречица „однела га мутна Марица" подсећа на ту кобну борбу, кад је та река
Ударила мутна и крвава,
 Па проноси коње и калпаке,
 Испред подне рањене јунаке.
Народно предање казује, да су Вукашин и Угљеша, као тешко рањени, били поубијани после борбе од лакомих слуга или намерника.

### Значај
Битка на Марици је један од најсудбоноснијих догађаја не само у историји српског народа, него и целог Балкана уопште. Ако и случајан српски је пораз био потпун; што га Турци нису одмах искористили у већој мери то је зато, што им се добар део војске није налазио у Европи и што и сами нису били потпуно свесни коликог је обима била ова њихова победа. У Маћедонији није било никог ко би могао задржати с успехом њихов већи налет; сви су били под утиском страшне погибије, која је снашла главног господара земље и најачег међу свима. У маричкој бици турска сила је сломила најопаснијег војничког противника на Балкану; у Тракији и Маћедонији она је после тога неоспорно главни чинилац. Пут за даља освајања био је отворен све до Мораве на северу и Неретве на западу. Србија је овим ударцем одједном сурвана у ред држава другог и трећег реда, којој је после тога не само недостајала снага недавног Душановог времена, него и вера у њу. Одмах иза овога делови дојучерашње царевине морају да траже наслона код туђих држава и примају на себе вазалске обавезе. Друге, оне у Македонији, постају турски подложници. Од те године почињу Турци да шире своју власт над Јужним Словенима.
Брзо развијена Душанова држава брзо је и пропала. Петнаест година требало је њему да од младог зетског краља постане моћни цар, 1331-1346, а тачно петнаест година требало је од његове смрти па до маричке катастрофе, 1355-1371. Разбијена у неколико малих области, нејаких по властитој снази не само за дела већег обима него и за успешан отпор против силног турског завојевача, Србија се држала у тешком напору још једно столеће, а извесне њене земље и нешто мало дуже: али, не више као држава смелих планова за будућност, него као болесник који се грчевито хватао да очува живот.

### Последице
Српски пораз искористише први Грци и још у новембру исте године њихова је војска ушла у Сер. Акцијом је управљао солунски намесник Манојло Палеолог, доцнији цар. Где се склонила Угљешина удовица у први мах није познато. Поуздано је, да се тад покалуђерила (отад носи име Јефимија) и да је крај живота провела са кнегињом Милицом. Сахрањена је у манастиру Љубостињи.

## Смрт и крај Немањића
Наскоро иза битке на Марици, 4. децембра 1371. умро је и цар Урош. Доцнија причања, настала можебити у вези са у нас познатим и популарним причањима из романа о Тристану, казивала су, да је краљ Вукашин лишио цара не само престола него и живота. А убио га је, говорила су најраспрострањенија причања и народне песме, у лову, на води, кад се цар сагао да се освежи. Наша црква је, на основу тог предања, огласила Уроша за мученика и узела га у серију својих светитеља. Његово тело, обретено тек 1584. год. у запустелом манастиру код Шареника, налази се данас у манастиру Јаску, у Срему.
Панта Срећковић пише да је Урош сахрањен у манастиру Св. Димитрија, код села Малчиште и поред реке Шареника. У олтару цркве је Иван Јастребов нашао плочу без натписа са изрезаним на њој двоглавим белим орлом.
С њим је изумрла мушка линија српских Немањића. Симеонова лоза држала се још неко време у Тесалији. Симеонов син, „цар" Јован Урош, сматрао се више Палеологом него Немањићем и био је чиста калуђерска природа. Одрекао се власти већ 1381. год. и примио монашки чин; потпуно повучен, предан књизи и молитви, умро је као монах Јоасаф 1423. год. Најстарији српски Копорински Летопис говори са симпатијом о овој грани српске династије, налазећи како је она „ради наших грехова" лишена свог отачества. С Јоасифовом смрћу нестало је и ње.
Година 1371. представља једну од најсудбоноснијих у историји Србије и Балкана. Смрт тројице владара цара Уроша, бугарског цара Јована Александра и краља Вукашина и страховита српска погибија на Марици чинили би и иначе важне датуме, али у овом стицају прилика они наговештавају кобни обрт среће хришћанских балканских држава.

## Брак
Још као дечак Урош је верен са рођаком византијског цара, али њу није оженио.
Цар Урош је 1360. године узео за жену Ану, кћер влашког кнеза Александра. Једна сестра нове царице била је удата за сина бугарског цара Александра, а видинског господара Страцимира, братића царице мајке Урошеве. Стога је сасвим оправдано Јиричеково мишљење, да је царица мајка била посредник у тој женидби, појачавајући тако везе немањићске династије са својим родом.

## Породично стабло
|  |                                                 |  |  |  |  |  |  |  |  |  |  |  |  |  |  |  |
|  | 16. Стефан Урош I                               |  |  |  |  |  |  |  |  |  |  |  |  |  |  |  |
|  |                                                 |  |  |  |  |  |  |  |  |  |  |  |  |  |  |  |
|  |                                                 |  |  |  |  |  |  |  |  |  |  |  |  |  |  |  |
|  | 8. Стефан Милутин                               |  |  |  |  |  |  |  |  |  |  |  |  |  |  |  |
|  |                                                 |  |  |  |  |  |  |  |  |  |  |  |  |  |  |  |
|  |                                                 |  |  |  |  |  |  |  |  |  |  |  |  |  |  |  |
|  | 17. Јелена Анжујска                             |  |  |  |  |  |  |  |  |  |  |  |  |  |  |  |
|  |                                                 |  |  |  |  |  |  |  |  |  |  |  |  |  |  |  |
|  |                                                 |  |  |  |  |  |  |  |  |  |  |  |  |  |  |  |
|  | 4. Стефан Урош III                              |  |  |  |  |  |  |  |  |  |  |  |  |  |  |  |
|  |                                                 |  |  |  |  |  |  |  |  |  |  |  |  |  |  |  |
|  |                                                 |  |  |  |  |  |  |  |  |  |  |  |  |  |  |  |
|  | 18. Ђорђе I Тертер                              |  |  |  |  |  |  |  |  |  |  |  |  |  |  |  |
|  |                                                 |  |  |  |  |  |  |  |  |  |  |  |  |  |  |  |
|  |                                                 |  |  |  |  |  |  |  |  |  |  |  |  |  |  |  |
|  | 9. Ана Тертер                                   |  |  |  |  |  |  |  |  |  |  |  |  |  |  |  |
|  |                                                 |  |  |  |  |  |  |  |  |  |  |  |  |  |  |  |
|  |                                                 |  |  |  |  |  |  |  |  |  |  |  |  |  |  |  |
|  | 19. Кира Марија Асенина                         |  |  |  |  |  |  |  |  |  |  |  |  |  |  |  |
|  |                                                 |  |  |  |  |  |  |  |  |  |  |  |  |  |  |  |
|  |                                                 |  |  |  |  |  |  |  |  |  |  |  |  |  |  |  |
|  | 2. Стефан Душан                                 |  |  |  |  |  |  |  |  |  |  |  |  |  |  |  |
|  |                                                 |  |  |  |  |  |  |  |  |  |  |  |  |  |  |  |
|  |                                                 |  |  |  |  |  |  |  |  |  |  |  |  |  |  |  |
|  | 10. Смилец                                      |  |  |  |  |  |  |  |  |  |  |  |  |  |  |  |
|  |                                                 |  |  |  |  |  |  |  |  |  |  |  |  |  |  |  |
|  |                                                 |  |  |  |  |  |  |  |  |  |  |  |  |  |  |  |
|  | 5. Теодора Смилец                               |  |  |  |  |  |  |  |  |  |  |  |  |  |  |  |
|  |                                                 |  |  |  |  |  |  |  |  |  |  |  |  |  |  |  |
|  |                                                 |  |  |  |  |  |  |  |  |  |  |  |  |  |  |  |
|  | 22. Константин Палеолог (полубрат Михаила VIII) |  |  |  |  |  |  |  |  |  |  |  |  |  |  |  |
|  |                                                 |  |  |  |  |  |  |  |  |  |  |  |  |  |  |  |
|  |                                                 |  |  |  |  |  |  |  |  |  |  |  |  |  |  |  |
|  | 11. Смилецина                                   |  |  |  |  |  |  |  |  |  |  |  |  |  |  |  |
|  |                                                 |  |  |  |  |  |  |  |  |  |  |  |  |  |  |  |
|  |                                                 |  |  |  |  |  |  |  |  |  |  |  |  |  |  |  |
|  | 23. Ирина Комнина Ласкарина Браинина            |  |  |  |  |  |  |  |  |  |  |  |  |  |  |  |
|  |                                                 |  |  |  |  |  |  |  |  |  |  |  |  |  |  |  |
|  |                                                 |  |  |  |  |  |  |  |  |  |  |  |  |  |  |  |
|  | 1. Стефан Урош V                                |  |  |  |  |  |  |  |  |  |  |  |  |  |  |  |
|  |                                                 |  |  |  |  |  |  |  |  |  |  |  |  |  |  |  |
|  |                                                 |  |  |  |  |  |  |  |  |  |  |  |  |  |  |  |
|  | 6. Страцимир Крански                            |  |  |  |  |  |  |  |  |  |  |  |  |  |  |  |
|  |                                                 |  |  |  |  |  |  |  |  |  |  |  |  |  |  |  |
|  |                                                 |  |  |  |  |  |  |  |  |  |  |  |  |  |  |  |
|  | 3. Јелена Страцимировић                         |  |  |  |  |  |  |  |  |  |  |  |  |  |  |  |
|  |                                                 |  |  |  |  |  |  |  |  |  |  |  |  |  |  |  |
|  |                                                 |  |  |  |  |  |  |  |  |  |  |  |  |  |  |  |
|  | 14. Шишман Видински                             |  |  |  |  |  |  |  |  |  |  |  |  |  |  |  |
|  |                                                 |  |  |  |  |  |  |  |  |  |  |  |  |  |  |  |
|  |                                                 |  |  |  |  |  |  |  |  |  |  |  |  |  |  |  |
|  | 7. Кераца Петрица                               |  |  |  |  |  |  |  |  |  |  |  |  |  |  |  |
|  |                                                 |  |  |  |  |  |  |  |  |  |  |  |  |  |  |  |
|  |                                                 |  |  |  |  |  |  |  |  |  |  |  |  |  |  |  |
|  | Ана-Теодора Асенина                             |  |  |  |  |  |  |  |  |  |  |  |  |  |  |  |
|  |                                                 |  |  |  |  |  |  |  |  |  |  |  |  |  |  |  |
|  |                                                 |  |  |  |  |  |  |  |  |  |  |  |  |  |  |  |
|  | 15. ћерка Ане-Теодоре                           |  |  |  |  |  |  |  |  |  |  |  |  |  |  |  |
|  |                                                 |  |  |  |  |  |  |  |  |  |  |  |  |  |  |  |
|  |                                                 |  |  |  |  |  |  |  |  |  |  |  |  |  |  |  |
|  | Петар (севастократор)                           |  |  |  |  |  |  |  |  |  |  |  |  |  |  |  |
|  |                                                 |  |  |  |  |  |  |  |  |  |  |  |  |  |  |  |
|  |                                                 |  |  |  |  |  |  |  |  |  |  |  |  |  |  |  |